# 自動車整備士
自動車整備士（じどうしゃせいびし、Auto mechanic, Car mechanic, Motor mechanic）とは、自動車のメンテナンス（診断・点検・分解・組立・修理・調整等）に従事する人や資格を持つ人である。

## 世界全体の状況
自動車に使われているテクノロジーというのは、年々進歩してゆくものなので、自動車整備を仕事として行う人は新たなテクノロジーを学びつづけられる人でなければならない。
次に自動車整備の仕事というのは技術的な知識が必要なのは明白なことだが、それ以外にも体力、身体的な強さなども必要とされる。例えば、しばしば高い温度の場所で仕事をしなければならないし、重い部品をかかえたり、つらい姿勢で仕事を続けなければならないこともある。また毒性のある化学物質も扱わなければならない場合もあるため、様々な注意力も必要とする。

## アメリカ合衆国
The National Automotive Technicians Education Foundation (NATEF) が自動車産業で開発された標準に対応して、技能士の訓練の教育プログラム、カリキュラムを評価している。NATEFは技能土を4つに分類している。自動車整備、衝突修理、トラック（ディーゼル）、代替燃料の4つである。
米国にはNATEFの教育プログラムに沿った学校が多数あり、そこでは自動車整備、衝突修理、塗装、リストア、電装、エアコンと暖房、トラックとディーゼル整備士などの技能が教えられている。
技能士の技能を認定するためのAutomotive Service Excellence（ASE）という機関がある。法的には自動車の整備をするのにASEの認定は必要ない。だが多くの整備工場で、求人をする時にASEの認定を持っていることを応募条件にしているので、結果としてASEを持っている人が多い。

## フランス
フランスでは以下の国家資格が存在する。
- 資格レベルIV - 職業バカロレア (BAC) - Maintenance de véhicules automobiles option : voitures particulières

## 日本
日本においては自動車整備士国家試験に合格した者の呼称であり、資格を有せず整備に従事する者を整備工、または工員と呼称し区別する。
車両整備は不手際があれば交通事故の原因ともなり、人命の損失にもつながりかねない危険と責任を伴う作業である。このため国は、経験年数などで等級のある国家試験を実施し、自動車の整備について一定以上の知識・技能があると認められた国家試験合格者に整備士の国家資格を与えている。詳細は「自動車整備士技能検定規則（昭和26年運輸省令第71号）」により規定される。
自動車の分解整備を行おうとする事業所は、地方運輸局長の「認証」を受けなくてはならない（道路運送車両法第78条第1項）。この「認証」を受ける場合、整備に従事する総工員数に対し、一定数の自動車整備士有資格者が必要である(道路運送車両法施行規則第57条第1項)。よって、自動車整備士資格は「自動車の分解を伴う整備を行ってよい」と認められた者に与えられる資格ではなく、「自動車の分解を伴う整備を行う場所として適当である工場」を運営する為に必要な資格である。
試験の詳細については自動車整備士国家試験を参照。

### 資格の種類
- 一級自動車整備士
  - 一級大型自動車整備士（※）
    - 1.普通自動車で次に掲げるもの
      - 車両総重量8トン以上
      - 最大積載量2トン超
      - 乗車定員11人以上

    - 2.大型特殊自動車

  - 一級小型自動車整備士
    - 1.普通自動車で次に掲げる以外のもの
      - 車両総重量8トン以上
      - 最大積載量2トン超
      - 乗車定員11人以上

    - 2.四輪の小型自動車
    - 3.三輪の小型自動車
    - 4.四輪の軽自動車
    - 5.三輪の軽自動車
    - 6.小型特殊自動車

  - 一級二輪自動車整備士（※）
    - 二輪の小型自動車及び二輪の軽自動車
- 二級自動車整備士
  - 二級ガソリン自動車整備士
    - 普通ガソリン自動車（ガソリン・エンジンを搭載した普通自動車）、小型四輪ガソリン自動車（ガソリン・エンジンを搭載した四輪の小型自動車）、三輪の小型自動車、四輪の軽自動車及び三輪の軽自動車

  - 二級ジーゼル自動車整備士
    - ジーゼル自動車（ジーゼル・エンジンを搭載した自動車）

  - 二級自動車シャシ整備士
    - 普通自動車、四輪の小型自動車、三輪の小型自動車、四輪の軽自動車及び三輪の軽自動車のシャシ

  - 二級二輪自動車整備士
    - 二輪の小型自動車及び二輪の軽自動車
- 三級自動車整備士
  - 三級自動車シャシ整備士
    - 普通ガソリン自動車、四輪の小型自動車、三輪の小型自動車、四輪の軽自動車及び三輪の軽自動車のシャシ

  - 三級自動車ガソリン・エンジン整備士
    - 普通ガソリン自動車、小型四輪ガソリン自動車、 三輪の小型自動車、四輪の軽自動車及び三輪の軽自動車のエンジン

  - 三級自動車ジーゼル・エンジン整備士
    - ジーゼル自動車のエンジン

  - 三級二輪自動車整備士
    - 二輪の小型自動車及び二輪の軽自動車
- 特殊整備士
  - 自動車タイヤ整備士
    - タイヤ及びその附属装置

  - 自動車電気装置整備士
    - 電気装置

  - 自動車車体整備士
    - 車わく及び車体

- 一級大型整備士および一級二輪整備士については、まだ試験が実施されていない。
- 一級小型自動車整備士は2009年3月において全国で5,340人が取得している。